# Eric Bayala

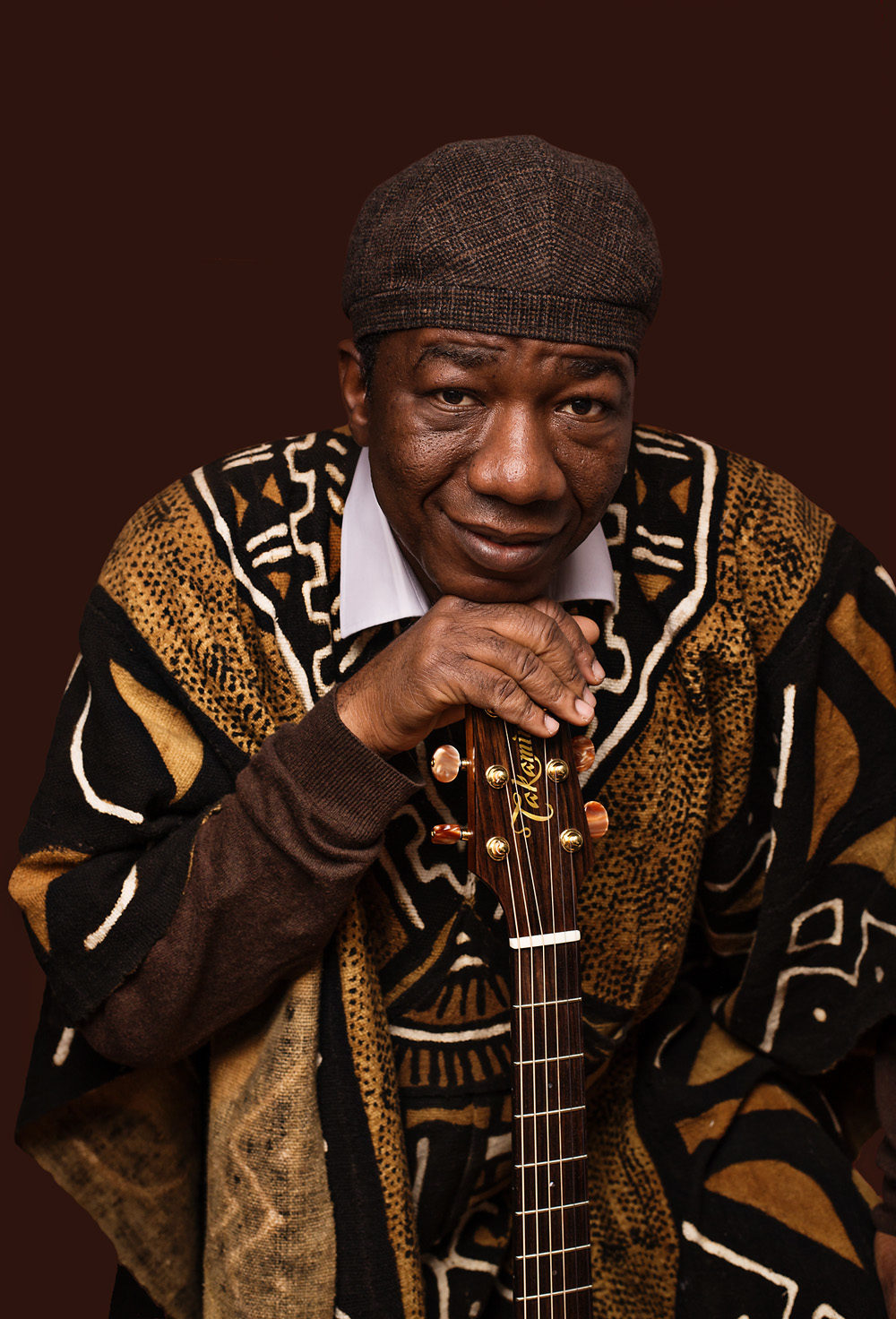
Porträt von Eric Bayala

Eric Bayala (* 31. Januar 1972 in Bobo-Dioulasso, Burkina Faso; vollständig Kibidoué Eric Bayala) ist ein burkinischer Filmemacher und Musiker, dessen Werk sich vor allem um Fragen der Interkulturalität dreht.

## Leben
Bayala studierte an der Universität von Ouagadougou Biologie und Wirtschaft und übte in Burkina Faso unterschiedliche Berufe aus. Parallel dazu begann er, eine Dokumentation über die Ausbeutung der heimischen Bauern zu drehen, die jedoch von der Regierung vernichtet wurde. Im Zuge eine UNO-Projektes übersiedelte Bayala zunächst nach Wien, wo er auch seine spätere Frau kennenlernte und lebt seit 2003 in Tirol, wo er sich neben seiner künstlerischen Tätigkeit in unterschiedlichen Vereinen und Initiativen engagiert und an seiner Dissertation arbeitet.

## Schaffen
Bayalas Filme drehen sich vor allem um Fragen des interkulturellen Zusammenlebens und der Migration. So vergleicht Weg der Masken, Weg des Windes, der wie auch Die Zeit, die Sehnsucht heißt im Zuge des panafrikanische Film- und Fernsehfestivals FESPACO gezeigt wurde, die Masken, die beim Imster Schemenlaufen getragen werden und die Masken Burkina Fasos hinsichtlich ihrer Rollen und Funktionen. Der Film wurde beim Internationalen Film Festival Innsbruck 2010 uraufgeführt.
Ebenso dem Vergleich widmet sich die Dokumentation Die Zeit, die Sehnsucht heißt, in der Porträts junger Menschen in Österreich und Afrika gegenübergestellt werden und diese nach ihren Zukunftsvorstellungen, Träumen und Verständnis von Jugend befragt werden.
Mit den Besonderheiten und Konflikten bi-nationaler und bi-kultureller Ehen beschäftigt sich der Dokumentarfilm Es ist was es ist, der fünf in Tirol lebende Paare mit unterschiedlichen Nationalitäten und Migrationshintergründen abbildet.
Bayalas Dokumentation Widerklang der Seele, die aus dem Jahr 2017 stammt, porträtiert die migrantische Musikszene Tirols sowie die wechselseitigen kulturellen Einflüsse der unterschiedlichen Musikformen.

## Filmografie
- 2003: Weg der Masken, Weg des Windes (Les masques dans l’aire du temps)
- 2010: Die Zeit, die Sehnsucht heißt (Dans les Mélodies du Jeunisme)
- 2013: Es ist was es ist
- 2017: Widerklang der Seele